# Phthorima townesi
Phthorima townesi là một loài tò vò trong họ Ichneumonidae.